# No op den Oordt
Arnoldus Petrus Jacobus Maria (No) op den Oordt (Maastricht, 13 november 1941) is een Nederlandse voormalige atleet, die gespecialiseerd was in de lange afstand. Hij werd vijfmaal Nederlands kampioen op de 5000 m en eenmaal op de 10.000 m, de 25 km en bij het veldlopen. Tevens hield hij het Nederlandse record op de 5000 m en de 10.000 m.

## Biografie
Op den Oordt groeide op in een gezin van tien kinderen. Na de lagere school moest hij gaan werken om bij te dragen aan inkomen van het gezin. Hij werkte bij de Radium bandenfabriek in Maastricht. Naast zijn werk volgde hij een dag in de week lessen op de Levensschool "Pater Fortis". Tijdens een loopwedstrijd viel zijn hardlooptalent op bij een gymleraar, die hem doorverwees naar een atletiekclub. Dit advies werd niet opgevolgd, want hij deed al aan voetbal bij RKSV Rapid en zijn ouders konden geen twee sporten betalen.
Als dienstplichtig infanterist vond Op den Oordt het op de Nederlandse oefenterreinen koud en hij besloot zich als vrijwilliger op te geven om zijn diensttijd in de tropen door te brengen. Hij kwam op Nieuw-Guinea terecht bij de E-compagnie van het 6e Infanterie Bataljon te Sorong. Zijn hardlooptalent kwam opnieuw onder de aandacht, doordat hij bij loopwedstrijden telkens als eerste aankwam. Na zijn diensttijd sloot hij zich aan bij Kimbria in Maastricht. Na een steile leercurve behoorde hij binnen anderhalf jaar tot de Nederlandse top.
Op 22-jarige leeftijd (1964) werd No op den Oordt voor het eerst Nederlands kampioen, namelijk op de 5000 m. In 1966 won hij in Apeldoorn de nationale veldlooptitel door Piet Beelen te verslaan. Omdat hij aansluiting wilde krijgen bij de wereldtop, ging hij tweemaal per week trainen in de Belgische stad Leuven bij Mon Vanden Eynde, de trainer van Gaston Roelants en André Dehertoghe. Ondanks dat hij het daar naar zijn zin had, volgde geen intensieve samenwerking. Van de Nederlandse atletiekbond (KNAU) kreeg hij niet meer dan 450 gulden per jaar. Hij was de eerste Nederlandse atleet die op de 5000 m in 1966 onder de 14 minuten dook, namelijk 13.59,8. Op dit onderdeel werd hij door de KNAU dan ook ingeschreven voor de Europese kampioenschappen van 1966 in Boedapest, waar hij in zijn serie als achtste eindigde in 14.09,8. In zijn eigen regio won hij onder andere de ENCI-Bergloop en de Abdijcross.
In 1968 won hij de 10.000 m bij de Nederlandse kampioenschappen in Groningen. Hij miste echter de limiet voor de Olympische Zomerspelen 1968 en besloot vanaf dat moment recreatief te gaan lopen met een vriendengroep. In 1972 werd hij vierde bij de Westland Marathon en tweede op de internationale marathon van Rotterdam. Een jaar later veroverde hij in Eersel zijn laatste nationale titel op de 25 km. 
Op den Oordt was getrouwd met José op den Oordt, die in 2016 overleed.

## Nederlandse kampioenschappen
| Onderdeel                 | Jaar                         |
| ------------------------- | ---------------------------- |
| 5000 m                    | 1964, 1965, 1966, 1967, 1968 |
| 10.000 m                  | 1968                         |
| 25 km                     | 1973                         |
| veldlopen (lange afstand) | 1966                         |

## Records

### Persoonlijke records
Baan
| Onderdeel   | Prestatie       | Datum             | Plaats           |
| ----------- | --------------- | ----------------- | ---------------- |
| 1 Eng. mijl | 4.14,7          | 3 augustus 1967   | Maastricht       |
| 3000 m      | 8.07,6          | 13 september 1967 | Brussel          |
| 5000 m      | 13.59,8 (ex-NR) | 31 juli 1966      | 's-Hertogenbosch |
| 10.000 m    | 29.03,4         | 28 april 1973     | Arnhem           |

Weg
| Onderdeel    | Prestatie | Datum        | Plaats    |
| ------------ | --------- | ------------ | --------- |
| 10 Eng. mijl | 50.33,0   | 11 juni 1973 | Eersel    |
| 20 km        | 1:03.10   | 11 juni 1973 | Eersel    |
| 25 km        | 1:19.17   | 11 juni 1973 | Eersel    |
| 30 km        | 1:40.15   | 1 juli 1972  | Rotterdam |
| Uurloop      | 19.048 m  | 11 juni 1973 | Vught     |

### Nederlandse records
| Afstand  | Prestatie | Datum        | Plaats           |
| -------- | --------- | ------------ | ---------------- |
| 5000 m   | 14.09,6   | 9 juni 1966  | Aken             |
|          | 13.59,8   | 31 juli 1966 | 's-Hertogenbosch |
| 10.000 m | 29.36,2   | 28 juni 1967 | Kerkrade         |
|          | 29.14,2   | 21 juli 1968 | Brescia          |

## Palmares

### 5000 m
- 1964:  NK - 14.34,2
- 1965:  NK - 14.33,3
- 1966:  NK - 14.36,0
- 1966: 8e in serie EK - 14.09,8
- 1967:  NK - 14.31,4
- 1968:  NK - 14.28,2

### 10.000 m
- 1968:  NK - 30.42,8

### 25 km
- 1973:  NK - 1:19.17

### marathon
- 1972: 4e Westland Marathon - 2:26.42
- 1972:  Internationale marathon Rotterdam - 2:24.06,6[2]

### veldlopen
- 1966:  NK - 30.26